# Sega Bodega
Сальвадор Наваррете (англ. Salvador Navarrete, нар. 16 лютого 1992), більш відомий під сценічним псевдонімом Sega Bodega, — ірландський музичний продюсер, співак, автор пісень, ді-джей та співголова/засновник звукозаписного лейбла та колективу NUXXE.
Sega Bodega відомий футуристичною, електронною та клубною музикою, яка поєднує різні елементи британського баса (UK bass) та хіп-хопу, постклубу та трип-хопу. Також був сильно пов'язаний з музичною сценою гіперпоп. Став відомим, продюсуючи треки для лондонської реперки, співзасновниці лейблу Nuxxe і близької подруги Shygirl. На сьогодні Sega Bodega випустив декілька EP, а також два сольних альбоми — «Salvador» і «Romeo».

## Біографія
Сальвадор Наваррете народився 16 лютого 1992 року в Голвеї, Ірландія, в сім'ї чилійця та матері-ірландки. Жив в Ірландії до 10 років, потім сім'я переїхала до Глазго.
Мав амбіції стати продюсером з 2008 року, грав у різних групах, поки не зрозумів, як використовувати DAW (цифрові аудіо робочі станції). Наваррете недовго навчався в Королівській консерваторії Шотландії, але в основному навчився створювати музику за допомогою онлайн-підручників.
Спочатку, приблизно з 2010 року, працював під псевдонімом Peace, але відмовився від нього, коли однойменна інді-рок-група стала популярною. У 2012 році зупинився на псевдонімі Sega Bodega.

## Кар'єра
Перша популярність прийшла до нього завдяки реміксам.
У лютому 2013 року Sega Bodega випустив дебютний EP «Song Dynasty», збірку треків, записаних ще у 2010 році, але вдосконалених і відшліфованих. EP був випущений на лондонському лейблі Week of Wonders. За цим послідкував його EP 34, випущений у травні 2013 року, також на лейблі Week of Wonders.
У травні 2014 року Sega Bodega на фестивалі Big Weekend на BBC Radio 1 зіграв перевипущений сингл «Stay Nervous» і «Maryland», який пізніше з'явиться на його EP self*care 2018 року.
У 2014 році він переїхав до Лондона.
Після перерви Sega Bodega повернувся з випуском першого проєкту «SS» у жовтні 2015 року, що містить переосмислені та «альтернативні» музики культових фільмів, таких як «Механічний апельсин», «Голова-гумка», «Акіра» та «Хлопці по сусідству» тощо. Незабаром вийшов EP Sportswear на лейблі Activia Benz.
У червні 2016 року Shygirl випустила дебютний сингл «Want More», спродюсований Sega Bodega. Сингл став першим релізом колективу та лейбла NUXXE, співзасновником якого є Sega Bodega, Shygirl та французька продюсерка і виконавиця Куку Хлоя, сформованого з бажання створювати музику та мистецтво з невимушеною, вільною та веселою позицією, окремо від інших лейблів і представити у світі звук, якого ніхто раніше не чув. Сингл також з'явиться в рекламі Fenty Beauty (бренд співачки Ріанни) пізніше у 2019 році. За випуском «Want More» у жовтні 2016 року послідкував спільний сингл від Sega Bodega та Куку Хлої під назвою «SPIT INTENT» під псевдонімом Y1640.
Лютий 2017 року ознаменувався подальшою співпрацею з Shygirl з синглом «CC». Трек став провідним синглом з наступного EP Sega Bodega під назвою «Ess B», випущеного пізніше того ж місяця на лейблі Crazylegs, за яким послідкував ще один реліз Crazylegs: подвійний сингл «Nivea» у липні.
Інший сингл Y1640 вийшов у березні того ж року під назвою «WEEP», подвійний сингл Shygirl «MSRYNVR» випустили у травні та EP «Erika Jane» Куку Хлої — у вересні, у всіх брав участь Sega Bodega.
У жовтні Sega Bodega випустив другу інсталяцію проєкту «SS», натхненного кінематографом, більшою мірою, переосмисленими мультфільмами, таких як «Реквієм за мрією», «Чужий» і «Привид у панцирі» та іншими.
У березні 2018 року французька співачка і продюсер Oklou випустила перший альбом на лейблі NUXXE.
У травні 2018 року Shygirl випустила свій дебютний EP на NUXXE — «Cruel Practice», кожен трек якого продюсував Sega Bodega. EP привернув позитивну увагу багатьох відомих видань, таких як Pitchfork та Crack Magazine.
У жовтні 2018 року Sega Bodega представив свій наступний EP, self*care, перший повноформатний проєкт, випущений на NUXXE. EP ознаменував новий напрямок для Sega Bodega, оскільки він почав використовувати власний вокал більш помітно, ніж на будь-якому іншому попередньому випуску.
У січні 2019 року Sega Bodega несподівано випустив сингл «Mimi», а також відіграв живе шоу в лондонському Hoxton Hall у лютому.
2019 рік приніс багато співпраці з іншими незалежними виконавцями, такими як Cosima, Col3trane, Nadia Tehran і MISOGI, також подальшу співпрацю з Oklou та Shygirl.
У травні NUXXE випустила EP «Naughty Dog» від Куку Хлої.
У 2019 році NUXXE підписав контракт і випустив дебютний альбом SEXORCISM американської реперки та співачки Брук Кенді.
У листопаді 2019 року Sega Bodega випустив сингл «U Suck», який став головним синглом його дебютного альбому «Salvador». Сингл став заглибленням у напрямок синті-поп, і знову чільне місце займав вокал Sega Bodega. Потім у грудні він відіграв хедлайнерське шоу в Сент-Панкрас-Олд-Черч, Лондон зі струнним квартетом.
На початку січня 2020 року Sega Bodega оголосив про вихід дебютного альбому «Salvador» 14 лютого. У той же день, коли це було оголошено, він випустив сингл «Salv Goes to Hollywood».
«Salvador» отримав визнання серед шанувальників і критиків — про нього схвально писали видання Paste Magazine, Resident Advisor і Pitchfork.
Sega Bodega додатково випустив ексклюзивний кавер-альбом Bandcamp під назвою «Reestablishing Connection» у травні 2020 року. Весь прибуток було передано Кризовому фонду AIM COVID-19.
Sega Bodega продовжив співпрацю з Oklou над її дебютним мікстейпом «Galore», випущеним у вересні, зробивши внесок у виробництво двох треків, та з Shygirl на EP «ALIAS», випущеному у листопаді, де він виступив співвиконавчим продюсером.
Sega Bodega також зробив значний внесок у дебютний альбом американського репера Zebra Katz «LESS IS MOOR» у березні та з'явився в проєкті Доріана Електри My Agenda в жовтні як виконавець і співпродюсер на двох треках.
На початку листопада випустив спільний сингл з англійською музиканткою Låpsley під назвою «Make U Stay». Трек з'явився разом із музичним відео, знятим постійним співавтором артиста і продюсера Браяном М. Фергюсоном.
У запитаннях і відповідях в Instagram на початку травня 2021 року Sega Bodega розповів про низку артистів, з якими він співпрацював, серед яких Керолайн Полачек, Арка, FKA Twigs, Шарлотта Генсбур, Slowthai, Christine and the Queens. Того ж місяця він оголосив про вінілове перевидання свого альбому «Salvador».
8 вересня випустив сингл під назвою «Only Seeing God When I Come», що свідчить про нову музичну еру, за яким незабаром послідував «Angel On My Shoulder», а також анонс його другого студійного альбому «Romeo», який вийшов 12 листопада 2021 року, і в якому брали участь Арка та Шарлотта Генсбур.

## Особисте життя
Sega Bodega відкрито розповідає про свою боротьбу з алкоголізмом, заявляючи, що він часто приховував свої тривоги за пияцтвом: «Протягом перших двох років, коли я приїхав до Лондона, я просто більше гуляв… Я був напруженим хлопцем, який був завжди п'яний. Насправді потрібно багато часу, щоб відновити себе як не „ту“ людину».
Він також заявив, що кинути алкоголь було найважчим, що він коли-небудь робив.
Sega Bodega також відкрито розповідав про свою боротьбу з проблемами з психічним здоров'ям, написавши у 2018 році доповідь та посібник із догляду за собою для i-D, що збіглося з випуском його EP під назвою self*care.

## Дискографія

### Студійні альбоми
- Salvador (2020)
- Romeo (2021)

### EP
- Song Dynasty (2013)
- 34 (2013)
- Sportswear (2015)
- SS (2015)
- Ess B (2017)
- self*care (2018)
- Reestablishing Connection (2020)